# Štitare (miasto Kruševac)
Štitare (cyr. Штитаре) – wieś w Serbii, w okręgu rasińskim, w mieście Kruševac. W 2011 roku liczyła 441 mieszkańców.